# Violet Palmer
Pour les articles homonymes, voir Palmer.
Violet Palmer, née le 20 juillet 1964 à Compton (Californie), est une arbitre américaine de basket-ball officiant en NBA et en WNBA.

## Biographie
Violet Renice Palmer joue au poste de meneuse aux Broncos de Cal Poly Pomona, avec lesquels elle remporte les championnats Division II NCAA en 1985 et 1986.
Elle devient une des meilleures arbitres pour le basket-ball universitaire féminin, officiant pour les matches les plus importants et le Final Four NCAA quand elle est sollicitée par la NBA. Ses capacités sont testées en ligue d'été NBA en 1995 à Long Beach State.
Sa nomination approuvée par Rod Thorn, elle devient en 1997 la première femme arbitre avec Dee Kantner (qui se retire en 2002) à officier dans les ligues sportives américaines majeures. Elle arbitra sa première rencontre NBA le 31 octobre 1997 pour le match d’ouverture de la saison NBA 1997-1998 opposant les Grizzlies de Vancouver aux Mavericks de Dallas et officie cette saison-là dans 54 rencontres.
Elle gagne progressivement le respect des joueurs et 25 avril 2006, elle devient la première femme à arbitrer une rencontre de playoffs NBA lors d'une rencontre opposant les Pacers de l'Indiana aux Nets du New Jersey. Elle dirige neuf rencontres de play-offs en six saisons. 
Elle est membre du trio arbitral avec Dick Bavetta et Robbie Robinson lors du match entre les Knicks de New York et les Nuggets de Denver le 16 décembre 2006 qui finit en bagarre générale. Les arbitres décident de l'expulsion des dix joueurs sur le terrain.
Le 28 mai 2009, elle devient coordinatrice des arbitres de la West Coast Conference de NCAA, puis en 2015 de la Western Athletic Conference.
Le 16 février 2014, elle est la première femme des quatre ligues majeures à arbitrer un All-Star Game.
En juillet 2014, elle annonce son prochain mariage avec son amie depuis vingt ans, la styliste Tanya Stine, devenant ainsi la première arbitre à annoncer son homosexualité, peu après le joueur Jason Collins.
En septembre 2016, elle prend sa retraite d'arbitre après avoir officié 18 ans en NBA en 919 rencontres. 

## Palmarès
- Championne NCAA Division II (1985, 1986)

## Distinction
Introduite au sein du Women's Basketball Hall of Fame lors de la promotion 2024: